# 燕山站 (铁路)
燕山站位于中华人民共和国北京市房山区东风街道燕山服务处，現为四等站，是燕山石化工业区专用车站，1982年开通运营。离北京站56km，离原平站388km。客运：办理旅客乘降；不办理行李及包裹托运。不办理货运营业。归属北京铁路局北京西车务段管辖。现时该站停靠的旅客列车只有6437/6438次列车（北京西-大涧）。

## 车站布局
燕山站仅一间站房，由西侧楼梯可至二层候车室，候车室设可到达站台的楼梯。该站仅一条到发线。

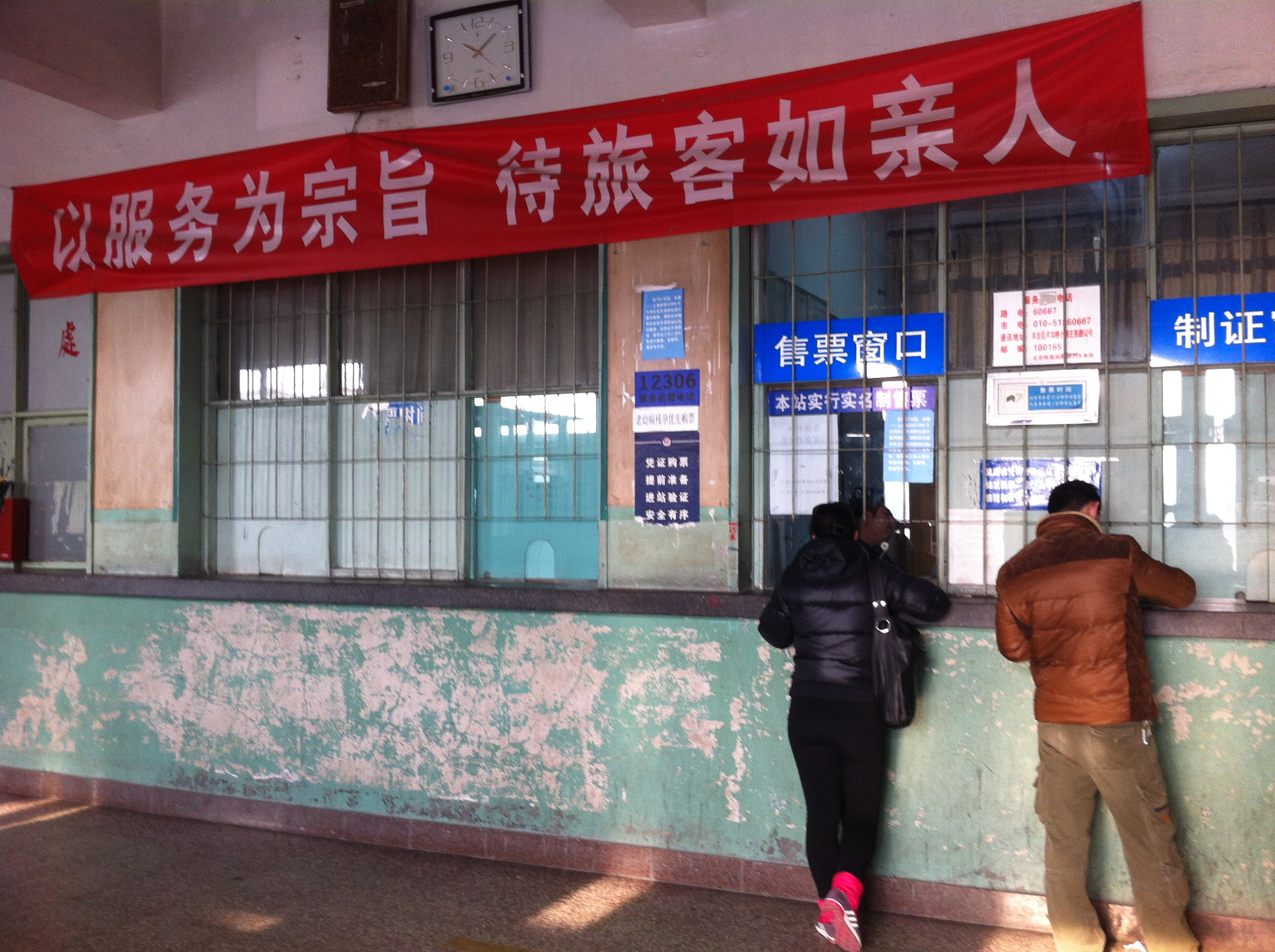
燕山站售票窗口
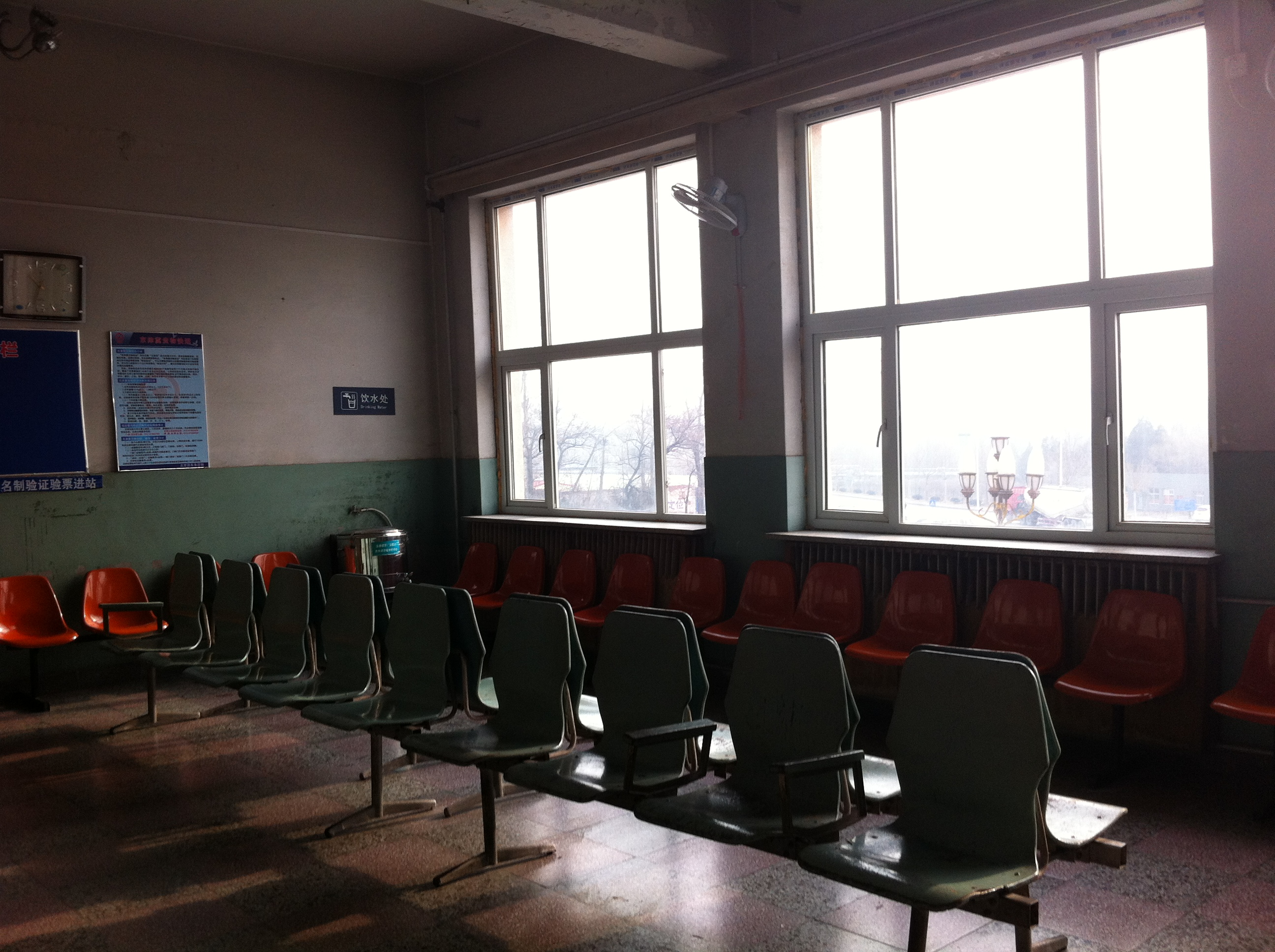
燕山站唯一一间候车室
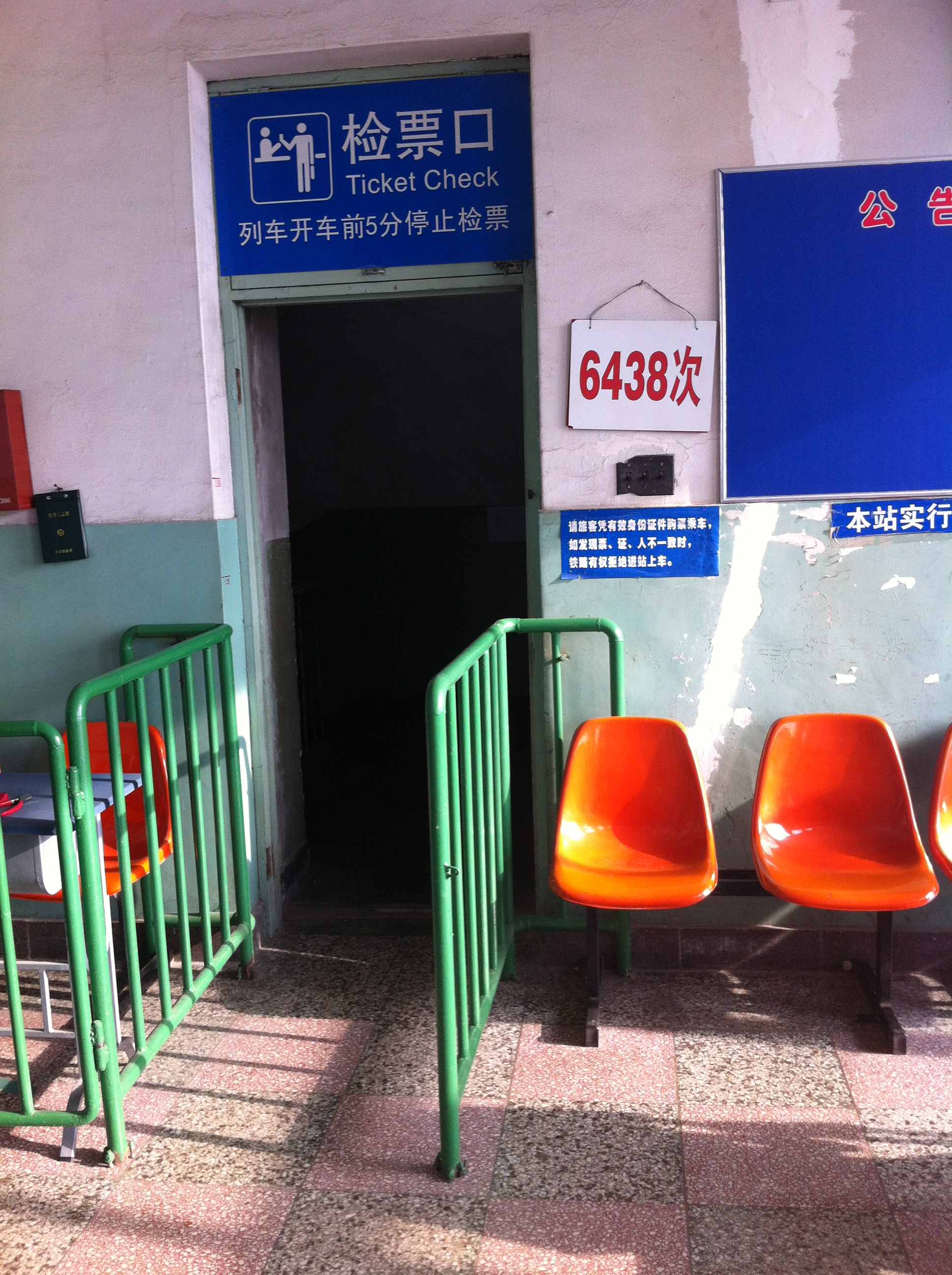
检票口
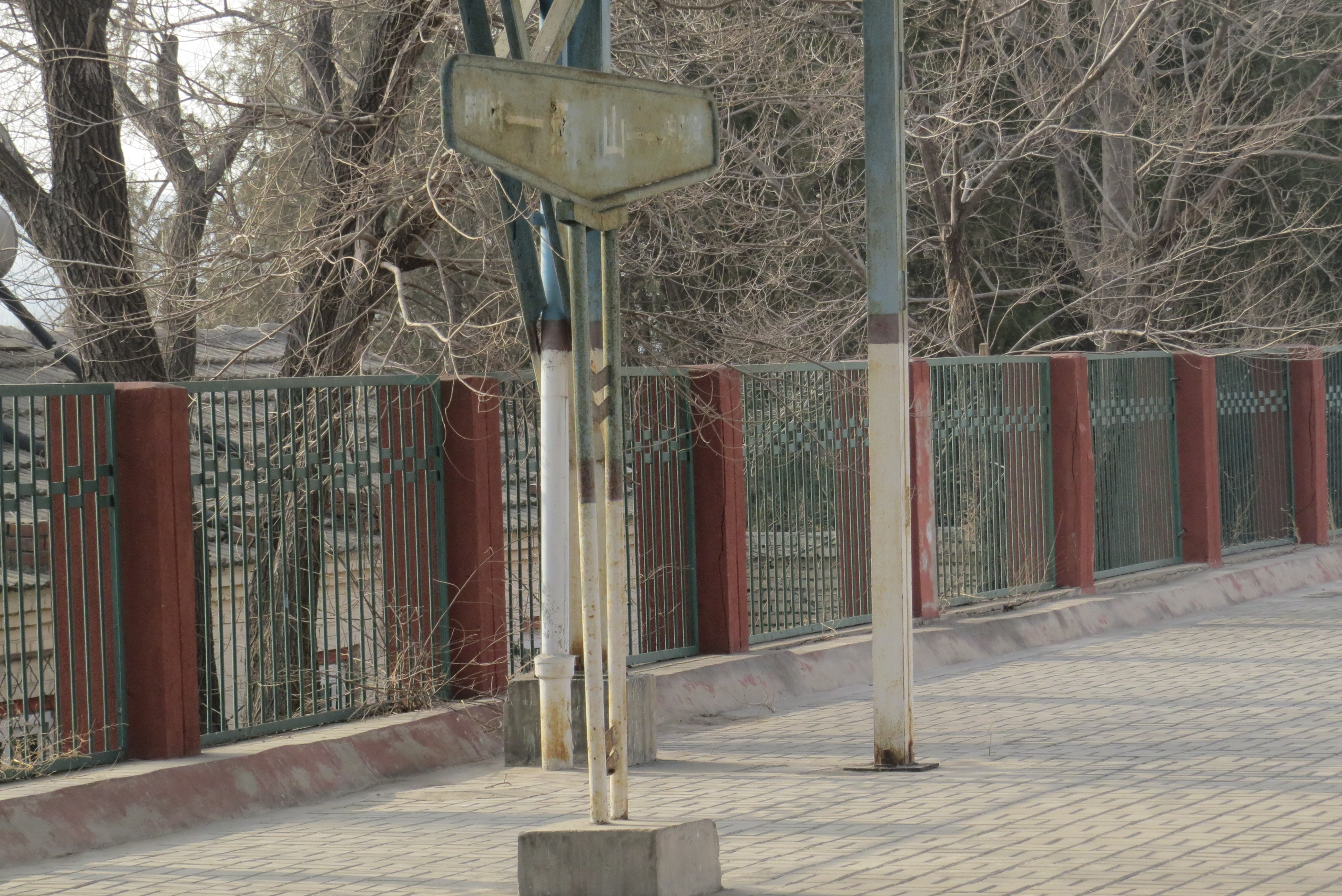
站名指示牌
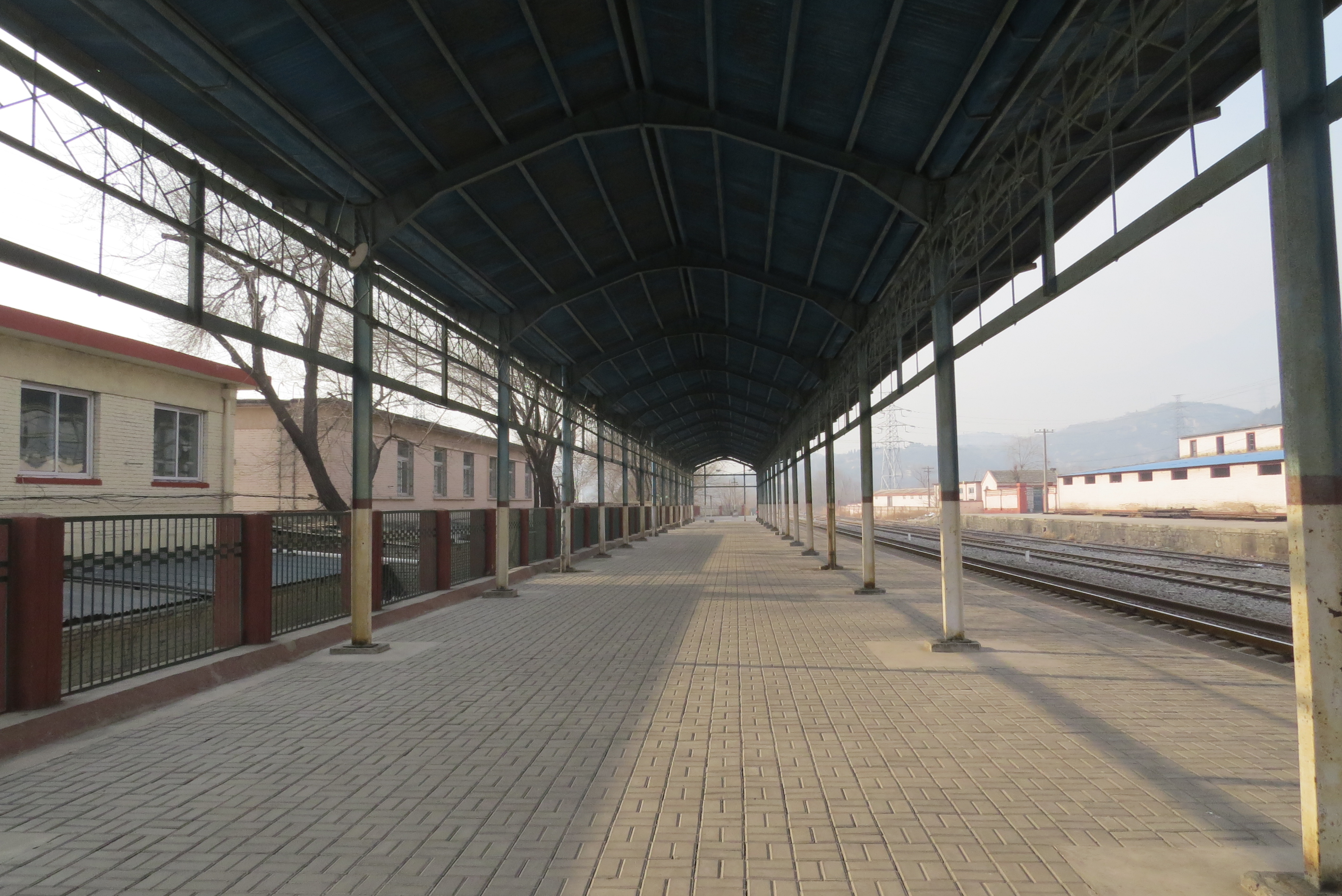
燕山站站台
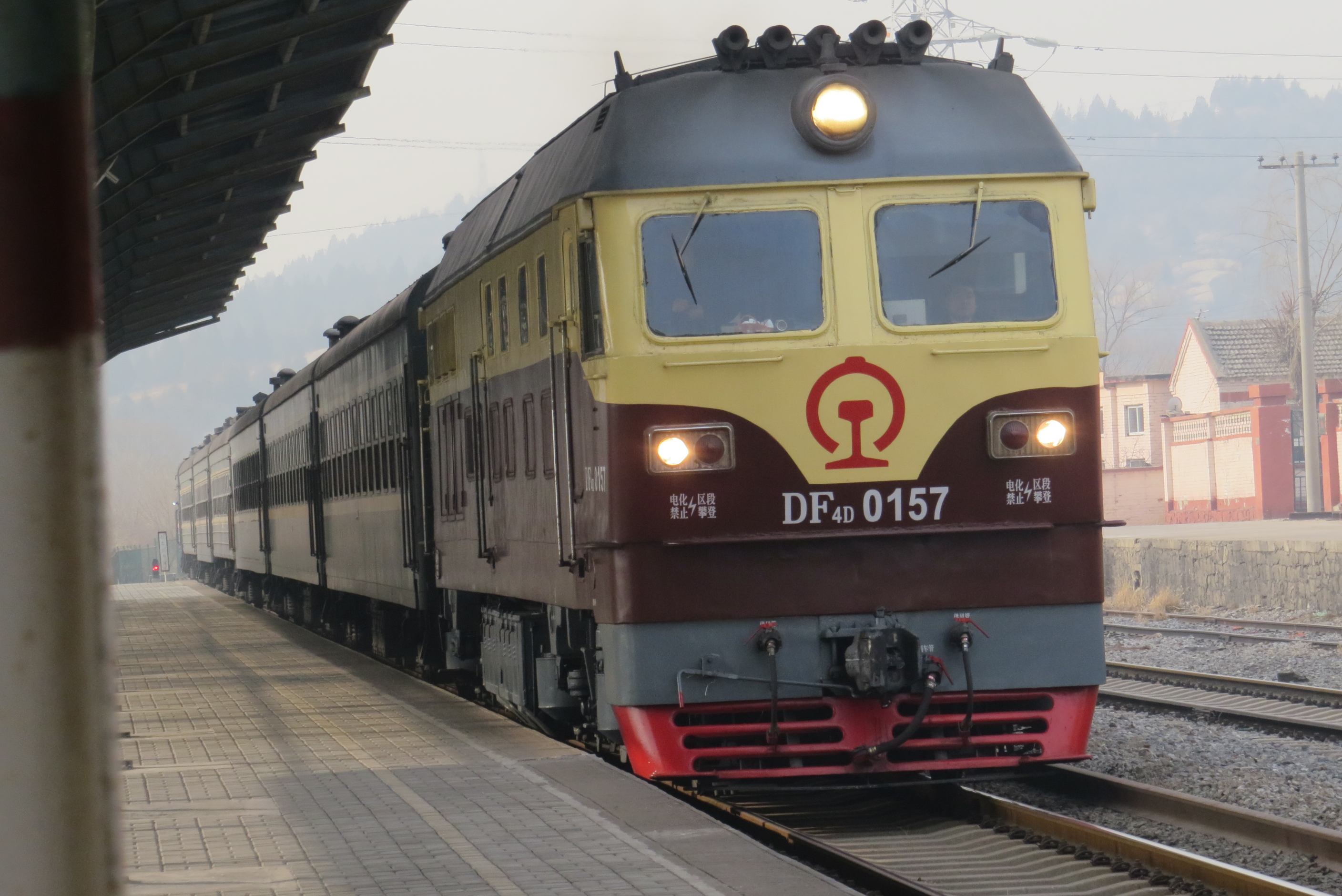
东风4D型柴油机车牵引6438次列车进入燕山站
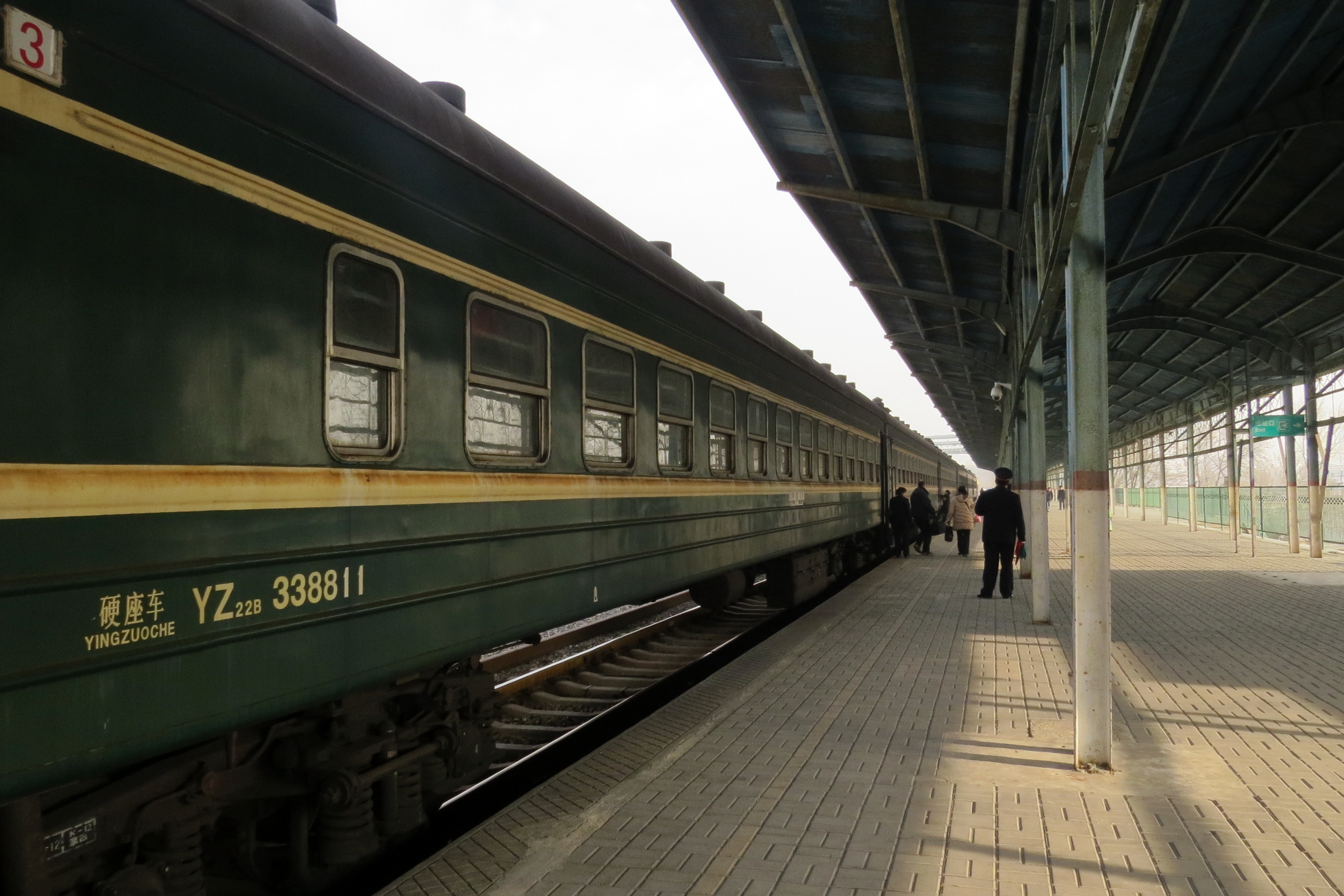
停靠在燕山站的YZ22B型客车
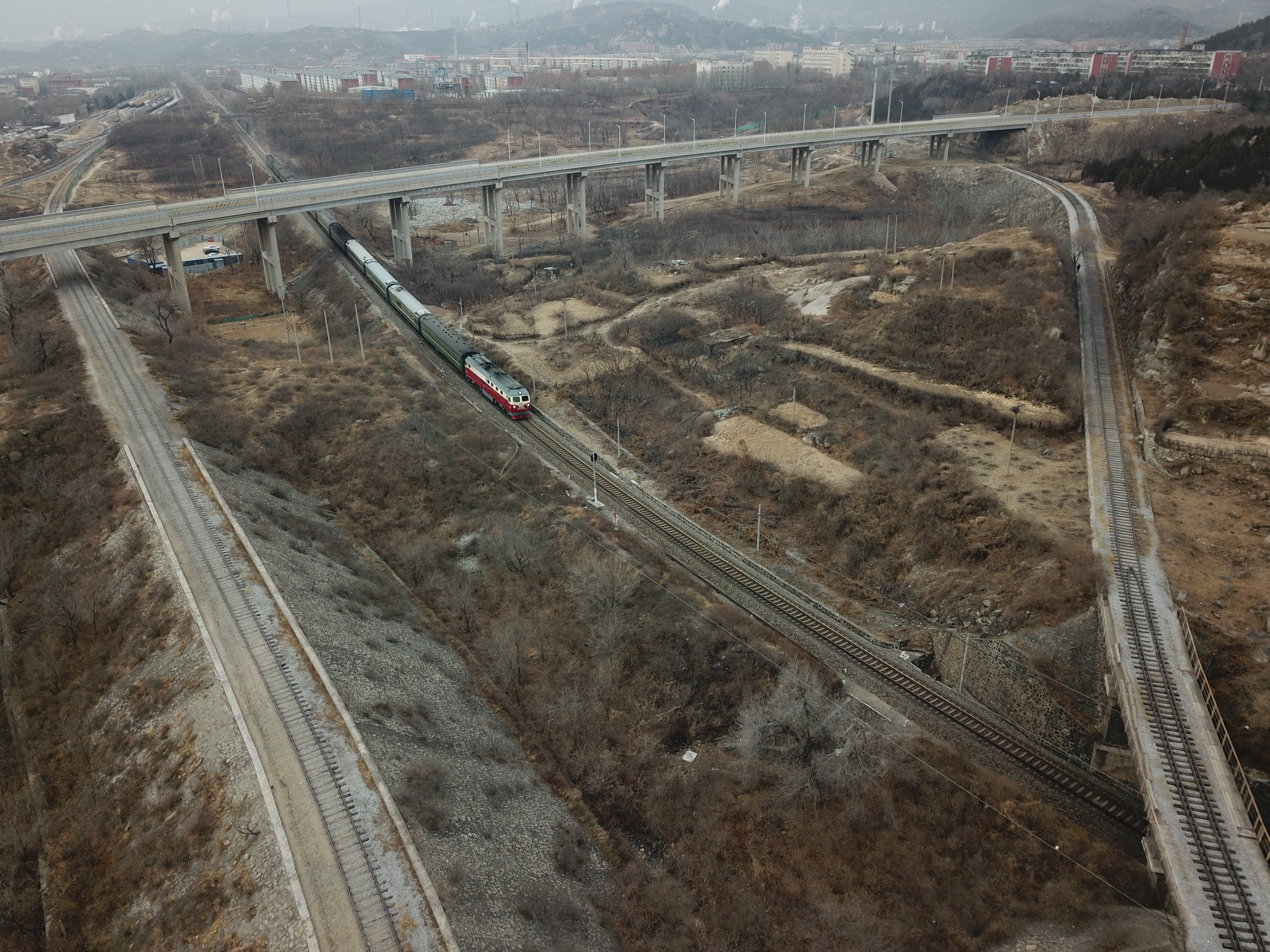
6438次列车下穿東北環綫京原鐵路特大橋